# Albert Paraz
Albert Paraz, né le 10 décembre 1899 à Constantine (Algérie) et mort le 2 septembre 1957 à Vence (Alpes-Maritimes), est un romancier et journaliste français.

## Biographie

### Formation et débuts littéraires
Albert Paraz est diplômé en 1920 (36e promotion) de l'École municipale de physique et chimie industrielles de la Ville de Paris (aujourd'hui ESPCI Paris). Il y suit une formation d'ingénieur chimiste, avant de commencer une carrière d'écrivain pendant l'entre-deux-guerres.
Il se lie d'amitié avec Louis-Ferdinand Céline et entretient avec lui une correspondance fournie, en partie publiée par la suite. Céline le recommande à son éditeur, Robert Denoël, qui publie ses premiers ouvrages.
En 1939, il est mobilisé dans une unité de recherche nucléaire dans un centre situé en Algérie. Afin de déjouer l'espionnage italo-allemand, le centre est camouflé en centre de recherche sur les gaz de combat. Au cours d'une opération de manipulation de gaz, Albert Paraz est intoxiqué, de sorte qu'il dira plus tard avoir été le seul gazé de la Seconde Guerre mondiale. Gravement atteint aux poumons, il passera le reste de sa vie en milieu hospitalier ou para-hospitalier, notamment à Vence. Il est enterré au cimetière de Vence.
Malgré cela, Albert Paraz soutient ardemment Céline après la guerre, alors que celui-ci est réfugié au Danemark après son séjour à Sigmaringen ; il a raconté l'histoire de cette lutte, qui a abouti au procès Céline, dans trois journaux-pamphlets : Le Gala des vaches (1948) ; Valsez saucisses (1950) ; Le Menuet du haricot (posthume).

### Albert Paraz et Paul Rassinier
Ayant lu Passage de la ligne de Paul Rassinier, il l'évoque brièvement dans Valsez saucisses, ce qui pousse Rassinier à lui demander une préface pour son livre à venir, Le Mensonge d'Ulysse. Cette préface, dans laquelle Paraz attaque violemment les résistants en général et, nommément, Edmond Michelet (accusé sous couvert d'un témoignage d'avoir trafiqué avec l'armée allemande avant son arrestation), et les énoncés alors perçus comme révisionnistes de la préface et du livre, aboutissent, après une évocation à l'Assemblée nationale par le député MRP Maurice Guérin (séance du 2 novembre 1950), à deux procédures engagées par Edmond Michelet (qui retirera sa plainte) et par des associations de déportés (déboutées en première instance, gagnantes en appel, jugement cassé en 1955). Rassinier est exclu de la SFIO en 1951 en raison de sa collaboration avec Paraz.
Polémiste, Albert Paraz collabore à divers journaux et revues d'extrême droite telles que Rivarol.
Créateur de l'antihéros Bitru, un personnage de Français moyen en butte aux vexations de la société et du monde du travail, Albert Paraz collabore avec Jacques Prévert sur l'adaptation cinématographique de Bitru et des Repues franches, sous le titre L'Arche de Noé.
Il est aussi auteur de quelques romans policiers.

### Le Lac des songes(1945)
Il s'agit d'un roman en partie autobiographique, sur les débuts de la guerre, telle que l'a vécue Paraz en 1939-1940. Son anti-héros Bitru apprend avec consternation la déclaration de guerre, mais renonce à déserter. Il est mobilisé dans une unité de chimistes – en même temps qu’un autre écrivain, Michel Leiris. Les tribulations de ce laboratoire militaire, de Paris au centre d'essais secret de « Béni-Bouzid » au Sahara, sont émaillées d'historiettes  où s'entremêlent amours, ennui, antimilitarisme et cocasserie. Il apparaît progressivement que la préparation d'une éventuelle guerre chimique n'est qu'un camouflage pour de possibles expérimentations nucléaires.

## Œuvres

### Romans

#### SérieBitru
- Bitru ou les Vertus capitales, éditions Denoël et Steele, Paris, 1936, 316 p.
- Les Repues franches de Bitru et de ses compagnons : roman, éditions Denoël, Paris, 1937, 283 p. – Réédition : éditions Balland, Paris, 1974, 367 p.,  (ISBN 2-7158-0012-6)
- Le Lac des songes, éditions du Bateau ivre, Paris, 1945, 350 p. – Réédition : Éditions bressanes, Bourg-en-Bresse, 1950, 286 p. – Réédition : éditions Du Lérot, Tusson, 1986, 276 p.-16 p. de planches illustrées, [pas d'ISBN].
- L'Arche de Noé, Bitru, les Repues franches : roman, éditions Denoël, Paris, 1947, 443 p.

#### Autres romans
- Le Roi tout nu : roman, éditions Denoël, Paris, 1942, 254 p.
- Le Poète écartelé : roman, éditions Maréchal, Liège et Paris, 1945, 196 p.
- Remous : roman, éditions du Bateau ivre, Paris, 1947, 566 p. – Réédition : éditions Les Horizons littéraires, Paris, 1948, 568 p. – Réédition : éditions L'Âge d'homme, coll. « Bibliothèque l'Âge d'homme », Lausanne, 1982, 347 p., [pas d'ISBN].
- Vertiges : roman, éditions du Bateau ivre, Paris, 1948, 487 p. – Réédition : éditions L'Âge d'homme, coll. « Au cœur du monde », Lausanne, 2001, 326 p.,  (ISBN 2-8251-1437-5).
- Le Couteau de Jeannot : roman suivi de Quatre contes, éditions du Pavois, Paris, 1946, 276 p.
- L'Adorable Métisse (avec une préface du maréchalJuin), éditions André Martel, coll. « Entre Mers et terre », Givors, 1953, 334 p.
- L'Adorable Métisse. 2. Sainte-Marie de la Forêt, éditions André Martel, Givors, 1954, 288 p.
- Villa grand siècle, éditions André Martel, Givors, 1955, 255 p.
- Schproum à Casa, éditions André Martel, Givors, 1956, 224 p.

### Romans policiers
- Une fille du tonnerre (tome 1), éditions André Martel, Givors, 1952, 289 p. – Réédition : éditions Le Sycomore, coll. « Romanesques », Paris, 1984, 287 p.,  (ISBN 2-86262-244-3)
- Une fille du tonnerre. II. Petrouchka, éditions André Martel, Givors, 1953, 287 p. - Réédition : Pétrouchka, éditions L'Âge d'homme, coll. «  Révizor », Lausanne, 2010, 200 p.,  (ISBN 978-2-8251-4005-5)

### Journaux-pamphlets
- Le Gala des vaches, les Éditions de l'Élan, Paris, 1948, 288 p. – Réédition : éditions Balland, Paris, 1974, 332 p., [pas d'ISBN], réédition accompagnée d'une préface d'Alphonse Boudard
- Valsez saucisses, éditions Amiot-Dumont, Paris, 1950, 360 p. – Réédition : éditions Slatkine, coll. « Ressources » no 128, Genève et Paris, 1981, VIII-360 p.,  (ISBN 2-05-000196-7). – Fac-similé de l'édition de 1950, précédé d'une présentation de Gérard Guégan
- Le Gala des vaches ; Valsez saucisse[s] ; Le Menuet du haricot : pamphlets (réédition groupée, avec une préface de Jacques Aboucaya), éditions L'Âge d'homme, coll. « Au cœur du monde », Lausanne, 2003, 486 p.,  (ISBN 2-8251-1819-2)

### Entretien
- Albert Paraz, entretien avec Anne Brassié et Jacques Aboucaya, 2004, 49 min d’interview. Laudelout/Micberth; Le Livre d'histoire-Lorisse, Paris.

### Préfaces
- « Préface » au Mensonge d'Ulysse, de Paul Rassinier, 1950. Republié à part en 1998 dans les Cahiers d'histoire révisionniste no 2, avec une autre « Préface » de Robert Faurisson.